# Rejectaria carapa
Rejectaria carapa là một loài bướm đêm trong họ Noctuidae.